# Павлов, Павел Васильевич (партийный деятель)
Павел Васильевич Павлов (15 января 1931, Углы, Ленинградская область — 15 июля 1993, Курган) — советский хозяйственный, государственный и политический деятель.

## Биография
Павел Васильевич Павлов родился 15 января 1931 года в деревне Углы Молодейского сельсовета Новосельского района Ленинградской области, ныне деревня входит в Новосельскую волость Струго-Красненского района Псковской области.
В 1955 году окончил Московское Высшее техническое училище имени Н. Э. Баумана.
С 1955 года — на хозяйственной, общественной и политической работе.
В 1955—1961 годах — инженер-технолог, мастер термического цеха, старший мастер, заместитель начальника чугунолитейного цеха Курганского машиностроительного завода. Избирался секретарём комитета комсомола завода, заместителем председателя завкома профсоюза, секретарём партийного бюро цеха, членом бюро Курганского обкома ВЛКСМ.
С 1961 года — заведующий промышленно-транспортным отделом Курганского горкома КПСС, окончил Высшую партийную школу при ЦК КПСС.
В 1964 году стал заместителем заведующего промышленно-транспортным отделом Курганского обкома КПСС, избран вторым секретарём Курганского горкома КПСС.
В 1973 году избран первым секретарём Курганского горкома КПСС.
С 1975 по 1986 год работал вторым секретарём Курганского обкома КПСС.
В 1986—1989 годах работал директором Курганского завода колёсных тягачей имени Д. М. Карбышева, затем директором института «Союзтрансмашпроект».
Избирался депутатом Курганского областного и Курганского городского Советов народных депутатов, депутатом Верховного Совета РСФСР X и XI созывов, делегатом XXV, XXVI и XXVII съездов КПСС.
Павел Васильевич Павлов умер 15 июля 1993 года. Похоронен на Новом Рябковском кладбище города Кургана Курганской области.

## Награды
- Орден Трудового Красного Знамени, дважды
- Орден «Знак Почёта»
- четыре медали.

## Семья
Жена Александра Васильевна Павлова (30 августа 1930 — 25 января 1989)